# نوكيا 6
نوكيا 6 (بالإنجليزية: Nokia 6) هاتف ذكي بعلامة نوكيا التجارية من الفئة المتوسطة، أطلق خصيصاً للأسواق الصينية في 8 يناير، 2017، ويُعد أول هاتف ذكي تنتجه شركة إتش إم دي العالمية منذ شرائها تراخيص العلامة التجارية في عام 2016.

## المواصفات
يعمل الجهاز بنظام تشغيل أندرويد 7.0 "نوغا"، معالج ثماني النواة 1.4 غيغاهيرتز (Qualcomm Snapdragon، Octa core 1.4 GHz)، ذاكرة وصول عشوائي 4 جيغابايت، ذاكرة تخزين 64 جيغابايت قابلة للتوسيع حتى 128 جيغابايت عن طريق بطاقة الذاكر، شاشة يحجم 5.5 بوصة بدقه 1920x1080، كاميرا خلفية 16 ميغابكسل، وكاميرا أمامية 8 ميغابكسل.

## وصلات خارجية
- الموقع الرسمي